# Nyckelhålsciklid
Nyckelhålscichlid (Cleithracara maronii) är en fiskart som först beskrevs av Steindachner, 1881.  Nyckelhålscichlid ingår i släktet Cleithracara och familjen Cichlidae. Inga underarter finns listade i Catalogue of Life.